# Francisco de Paula Rojas y Caballero-Infante
Francisco de Paula Rojas y Caballero-Infante (Jerez de la Frontera, 27 de novembre de 1832 - Madrid, 18 de febrer de 1909) va ser un enginyer industrial espanyol.

## Biografia
Estudia segon ensenyament en Cadis ingressant més tard a la Universitat Literària de Sevilla on obté el títol de batxiller en la Facultat de Filosofia en 1849. Quan es posa en funcionament l'Escola Industrial Sevillana s'hi inscriu però, com encara no es podia obtenir el títol d'enginyer, acaba traslladant la matrícula al Reial Institut Industrial de Madrid on, per mèrits acadèmics i capacitat intel·lectual, exerciria el càrrec d'Ajudant de Segons i Ajudant de Primers. En 1854, obté un lloc de catedràtic interí en l'assignatura de Química de l'Escola Industrial Sevillana i, a l'any següent obté per oposició la Càtedra de Física General Aplicada de l'Escola Industrial de València.
En 1866, demana trasllat a l'Escola de Barcelona on passa a exercir la càtedra de Construcció de Màquines i a l'any següent és nomenat membre de la Reial Acadèmia de Ciències Exactes, Físiques i Naturals.
En 1882, és nomenat assessor tècnic de la “Societat Espanyola d'Electricitat” i poc més tard funda i dirigeix, la que serà la publicació més important d'aquesta nova especialitat al nostre país: la revista Electricitat.
Francisco de Paula Rojas elabora el que pot ser considerat com el “primer projecte integral d'enllumenat públic elèctric d'un nucli urbà” que s'instal·la a la ciutat de Girona. Aquest projecte va ser inaugurat el 24 de juliol de 1886. Aquest mateix any és nomenat catedràtic d'Hidroestàtica de l'Escola General Preparatòria d'Enginyers i Arquitectes.

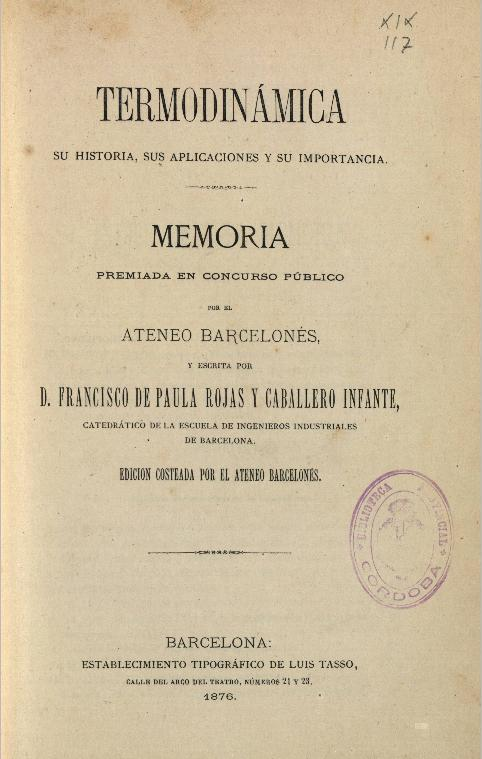
Portada de "Termodinámica: su historia, sus aplicaciones y su importancia". Barcelona, 1876.

En 1887, es trasllada al Reial Institut Industrial com a catedràtic d'Hidràulica i hidromecànica i, a l'any següent de Física matemàtica. En aquesta etapa publica el seu cèlebre: “Tratado de Electrodinámica Industrial”, llibre en el qual es recullen els continguts teòrics més actualitzats d'electricitat i on s'al·ludeix a les moltes possibilitats que té en la vida quotidiana insistint en els rapidíssims progressos que s'estaven produint en l'enllumenat públic.
Vicepresident de l'Associació d'Enginyers Industrials l'any 1900, es jubila el 1904 com a Catedràtic de Física en la Universitat de Madrid, ciutat en la qual va morir el 1909.
És considerat com el divulgador més actiu del que es considerava ciència de l'electricitat.
L'associació cultural de Jerez, Cinema-Club Popular, ha sol·licitat a l'Ajuntament de la ciutat un carrer en homenatge a la insigne figura d'aquest destacat enginyer industrial.

## Obres
- Teoría matemática de las máquinas magnetotérmicas y dinamoeléctricas”. Barcelona, 1867.
- Calentamiento y ventilación de edificios. Real Academia de Cencias. Madrid, 1868.
- Termodinámica: su historia, sus aplicaciones y su importancia. Estab tip. Luis Tasso. Barcelona, 1876.
- Elementos de electrodinámica industrial necesarios para comprender las actuales aplicaciones de la electricidad al alumbrado eléctrico, marina, arte militar, medicina, faros, fotografía...etc. Establecimiento Tipográfico de José Miret. Barcelona 1884.
- Estudio matemático de las máquinas magneto-eléctricas y de dinámo-eléctricas. Madrid, 1887.
- Tratado de electrodinámica industrial (2 vols). Imp.y Fundición de Manuel Tello Madrid, 1892.
- Discurso ingreso en la Real Academia de las Ciencias. Aguado. Madrid,1894.
- Tratado de electrodinámica industrial. Sucinta exposición del método gráfico para el estudio de las corrientes alternas (4 vols).Imp. Carrión. Madrid, 1904.